# Cambay
|  | Per a altres significats, vegeu «Cambay (desambiguació)». |

Cambay (Khambayat, Khambaya o Khambhat) fou un estat tributari protegit de l'Índia, a l'agència de Kaira (districte amb el col·lector com a agent a Cambay), presidència de Bombai, a la zona del golf del mateix nom (avui golf de Khambat). La superfície era de 906 km² i la població 89.722 habitants el 1891 i 75.225 el 1901 (després de la fam de 1899-1900). La capital era Cambay (avui Khambat).
Limitava al nord amb el districte de Kaira; a l'est amb Kaira i Baroda; al sud amb el golf de Cambay; i a l'oest el riu Sabarmati que el separava d'Ahmedabad. Tenia enclavats alguns territoris del Gaikwar de Baroda i disposava d'uns exclavaments al districte de Kaira. Els rius principals eren el Sanarmati i el Mahi. El nom derivaria de Khamba i stambha-tirth (L'estany de Mahadeo).
És esmentada per primer cop per Masudi el 913; al final del segle vii o començament del segle viii comerciants perses havien arribat a la zona per una turmenta. Van desembarcar a Sanjan a uns 110 km al sud de Surat i s'hi van establir. De Sanjan es van estendre als districtes veïns. Es van dedicar al comerç, i a Cambay van esdevenir tant nombrosos que van sobrepassar la població local. Els parsis foren expulsats pels hindús i el lloc fou concedit a un grup de bramans el 997. Durant els segles xi i xii fou part del regne d'Anhilvada. El 1293 l'esmenta Marco Polo com a Cambaet i també el seu contemporani Marino Sanudo. Fou conquerida pels musulmans del sultanat de Delhi el 1298, passant després al sultanat de Gujarat.
Al segle xvi va recuperar l'antiga prosperitat sota els sultans de Gujarat; fou visitada per Niccolò de' Conti vers el 1440 que diu que les miralles mesuraven 20 km de circumferència. El portuguès Duarte Barbosa va explorar la costa i va estar a la citat al començament del segle xvi. El 1538 els portuguesos la van saquejar; Gujarat va patir una desorganització interna fins al 1573 quan fou sotmès per Akbar el Gran, incloent Cambay. El 1616 hi van establir una factoria els britànics i el 1617 els neerlandesos.
A la mort d'Aurangzeb el 1707, el país fou atacat pels marathes que van recaptar taxes. Vers 1737 el nawab o governador mogol de Gujarat, Momin Khan, que tenia seu a Ahmedabad, va concedir el govern de Cambay al seu gendre Nizam Khan. Aliat als marathes Momin Khan es va poder sostenir fins a la seva mort el 1742. Per la mateixa època va morir Nizam Khan i llavors Muftakhir fill de Momin Khan, va assolir el govern de Cambay, mentre a Ahmedabad el nou virrei fou Fida al-Din que va iniciar una política enèrgica contra els marathes. Muftakhir va resistir les pressions marathes per pagar fortes taxes i va governar Cambay com a sobirà amb títol de nawab i el nom de Momin Khan II.
Al tractat de Bassein el 31 de desembre de 1802, el peshwa maratha va cedir els drets sobre Cambay i altres llocs als britànics. La part del peshwa a Cambay consistia en la meitat dels drets de navegació i duana; aquest impost aturava el comerç marítim i els britànics van aconseguir amb molt d'esforç que el nawab modifiques aquest sistema impositiu (1856).
El governant pertanyia a la dinastia Najam-es-Sani, de religió musulmana xiïta. Tenia dret a salutació d'11 canonades; el tribut que pagava el 1901 era de 21.924 rúpies. L'estat el formaven 2 ciutats i 88 pobles.
Moneda de l'estat fou introduïda el 1901 en lloc de la moneda de l'Índia Britànica. L'exèrcit el formaven 236 homes més 170 policies. La bandera era blava amb l'escut brodat en or al centre. L'estat va rebre el dret d'utilitzar l'escut en el pavelló vermell britànic pels vaixells civils.

## Llista de nawabs
- Momin Khan I (o Mumin Khan I) 1737-1742
  - Nizam Khan 1737-1742
- Nur al-Din Muftakhar Khan 1742-1743
- Muftakhir Jafar Momin Khan II 1743-1784
- Muhammad Nuli Khan 1784-1790
- Nadjm al-Dawla Mumtaz-ul-Mulk Khan Bahadur Dilawar Jung Fath Ali Khan 1790-1823
- Najm al-Dawla Mumtaz-ul-Mulk Momin Khan Bahadur Dilawar Jung Nawab Banda Ali Khan 1823-1841
- Najm al-Dawla Mumtaz-ul-Mulk Momin Khan Bahadur Dilawar Jung Nawab Husain Jawar Khan I 1841-1880
- Najm al-Dawla Mumtaz-ul-Mulk Momin Khan Bahadur Dilawar Jung Nawab Jafar Ali Khan 1880-1915 (+ 21 de gener de 1915)
- Najm al-Dawla Mumtaz-ul-Mulk Momin Khan Bahadur Dilawar Jung Nawab Mirza Husain Jawar Khan II 1915-1949